# Medmassa bicolor
Medmassa bicolor là một loài nhện trong họ Corinnidae.
Loài này thuộc chi Medmassa. Medmassa bicolor được Henry Roughton Hogg miêu tả năm 1900.